# Гуго Абат
Гуго Абат (фр. Hugues l’Abbé; бл. 830 — 12 травня 886) — державний і церковний діяч Західнофранкського і Серединного королівств.

## Життєпис
Походив з династії Старших Вельфів. Молодший син Конрада Старого, графа Осеру, та Аделаїди Турської. За жіночою лінією був стриєчним братом Карлу II, королю західнофранкської держави. Народився близько 830 року. Замолоду був призначений до церковної служби.
У 858 році Карл II призначив Гуго світським абатом монастиря Св. Германа в Осері, а також королівським представником в Осері. Того ж року придушив заколот у Ніверне. Згодом у 859—862 роках Гуго стає абатом Сен-Бертін у м. Сен-Омер, до 861 року — в Сен-Рік'є на Соммі. Активно допомагав королю проти Роберта Сильного, що очолив заколот знаті проти короля.
У 864 році Гуго разом зі старшим братом Конрадом залишили службу у Карла II та перейшли на службу до Лотара II, короля Лотарингії. Останній на дяку сприяв обранню Гуго архієпископом Кельна. Втім той стикнувся з протистоянням колишнього архієпископа Гюнтера.
У 863/864 році мати Гуго вийшла заміж за Роберта IV Сильного. У 866 році після загибелі останнього, Гуго став маркізом Нейстрії та графом Осеру, Орлеану, Анжу, Блуа і Тура. Того ж року він став абатом монастиря Св. Мартина в Турі й опікуном над зведеними братами — Одо і Робертом. 870 року остаточно відмовився від архієпископства Кельнського.
Гуго вдало відбивав набіги норманів. Водночас збільшив свої володіння, ставши 874 року абатом монастиря Святого Вааста в Аррасі, до 876 року — Сен-Аньяна в Орлеані, 877 року — Сен-Жульєна в Осері і Св. Коломба в Сен-Дені. У 880 році призначається архікапеланом королівської капели (ради).
Після смерті Карла II в 877 році Гуго разом з канцлером Гозленом і Гінкмаром, архієпископом Реймса, став одним з найвпливовіших діячів при королівському дворі. Стає головним радником короля Людовика II. 878 року спільно з Бозоном, графом Провансу, Бернардом Овернським і королівським камергером Теодоріхом було придушено заколот Бернарда Готського.
Після смерті Людовика II в 879 році виник розбрат з приводу успадкування влади. Гуго, залишаючись вірним клятві покійному королеві, бажав поставити королями синів померлого — Людовика III і Карломана. Проти цього виступили стриєчний брат Гуго — Конрад Чорний, граф Парижу, і канцлер Гозлен, що закликали до Західнофранкського королівства Людовика Молодшого, сина Людовика II, короля Східного франкського королівства. Для вирішення спору Гуго відправив посольство до Людовика Молодшого з пропозицією взяти частку померлого Карла II, отриману останнім згідно Мерсенського договору 870 року, але відмовитися від втручання в династичну боротьбу за трон Західного франкського королівства. Людовик Молодший погодився з цією пропозицією. Людовика III і Карломана II було короновано.
879 року Бозон, граф Провансу, оголосив себе королем Нижньої Бургундії. Гуго влаштував поділ королівства між Людовиком III і Карломаном II, які отримали Нейстрію і Бургундію з Аквітанією відповідно. Гозлен і Конрад Чорний знову спробували запросити на королювання Людовика Молодшого. Німці рушили до Уазі і стали там табором. Людовик III і Карломан з військом виступили назустріч, але битви не відбулося. За посередництва Гуго Абата, королі в лютому 880 році зустрілися в Рібмоні. Гуго Абат організував коаліцію зі Східним франкським королівством, спільні війська з яким виступили проти Бозона в Бургундію. Наприкінці 880 року Отен, Безансон, Шалон, Макон і Ліон було захоплено військами Каролінгів, незабаром останні взяли в облогу В'єнн. Бозон I відвів більшу частину своєї армії в гори. Війська Західного франкського королівства не зуміли захопити В'єнн, тому відступили.
Після смерті в 882 році Людовика III його брат Карломан II був визнаний єдиним західнофранкським королем. Влада Гуго Абата ще більше збільшилася. Фактично до смерті Карломана II в 884 році був правителем королівства. Після цього допоміг Карлу III, королю Італії і Східного Франкського королівства, посісти трон Західного Франкського королівства.
Гуго помер 886 року в Орлеані, готуючи війська для оборони Парижу від норманів. Похований в церкві абатства Св. Германа в Осері. Його володіння успадкував зведений брат Одо Паризький.